# Wasserkraftwerk Olidan
Das Wasserkraftwerk Olidan ist ein Wasserkraftwerk am Fluss Göta älv nahe der Engstelle Olidan in Trollhättan.
1905 wurde die Firma Nya Trollhätte Kanalbolag gekauft und in eine Regierungsbehörde umgewandelt. 1907 wurde mit dem Bau des Kraftwerks begonnen. Das Kraftwerk wurde 1910 in Betrieb genommen und war das erste staatliche Wasserkraftwerk Schwedens.
Die erste Stufe bestand aus vier Aggregaten. Das Kraftwerk wurde danach zweimal ausgebaut, 1914 weitere vier und 1921 fünf Turbinen, bis es schließlich aus dreizehn Aggregaten bestand mit einer Gesamtleistung von 130 MW. Heutzutage wird Olidan nicht mehr voll ausgelastet, da das benachbarte Wasserkraftwerk Hojum mit einem höheren Wirkungsgrad ausgebaut worden ist, um fast die ganze Wassermenge des Flusses verwerten zu können.
Das Gebäude wurde von Erik Josephsson entworfen und besteht aus schwedischem Granit aus Bohuslän beziehungsweise Roslagen.

## Bilder

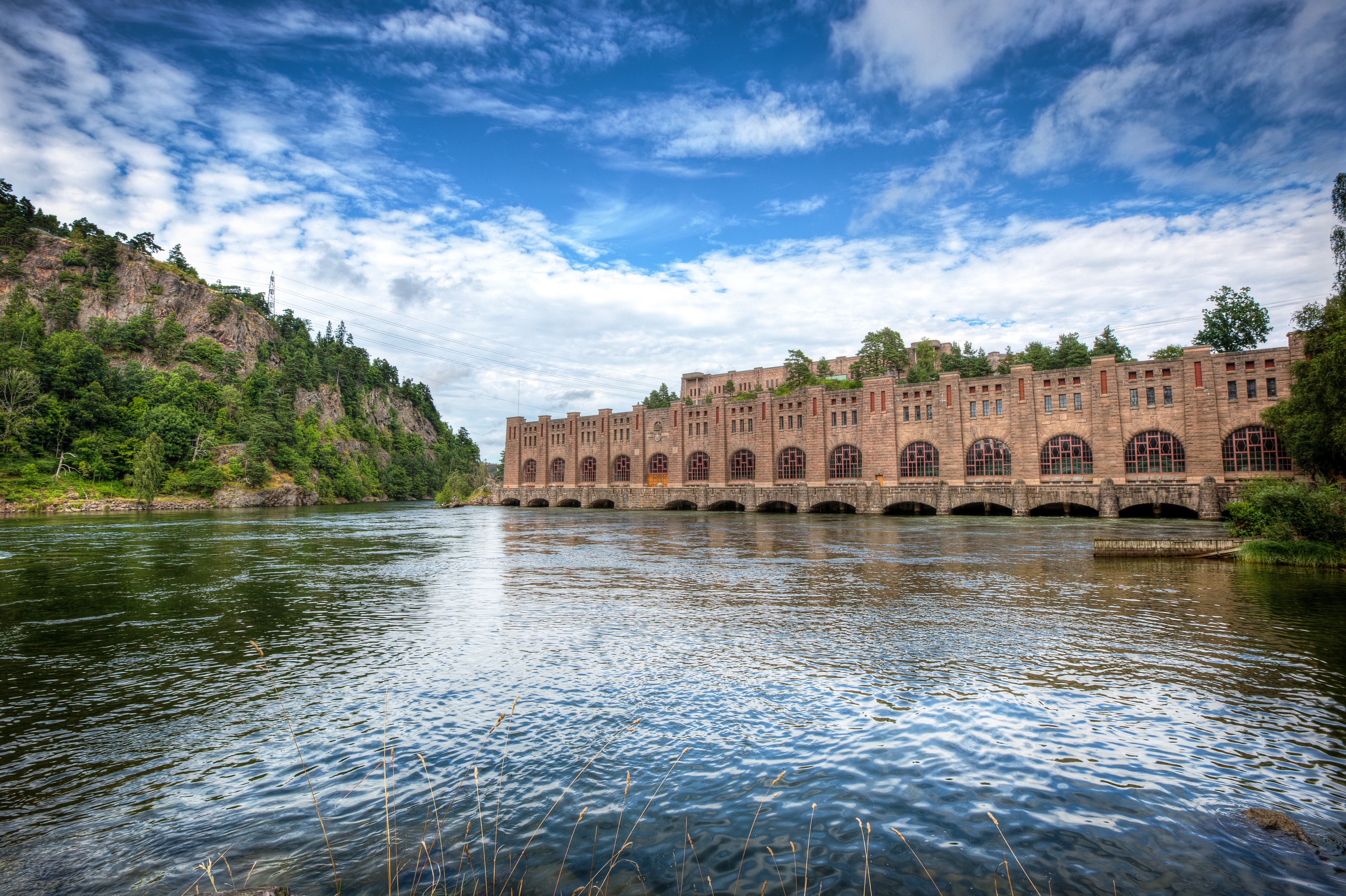
Olidans Kraftwerk
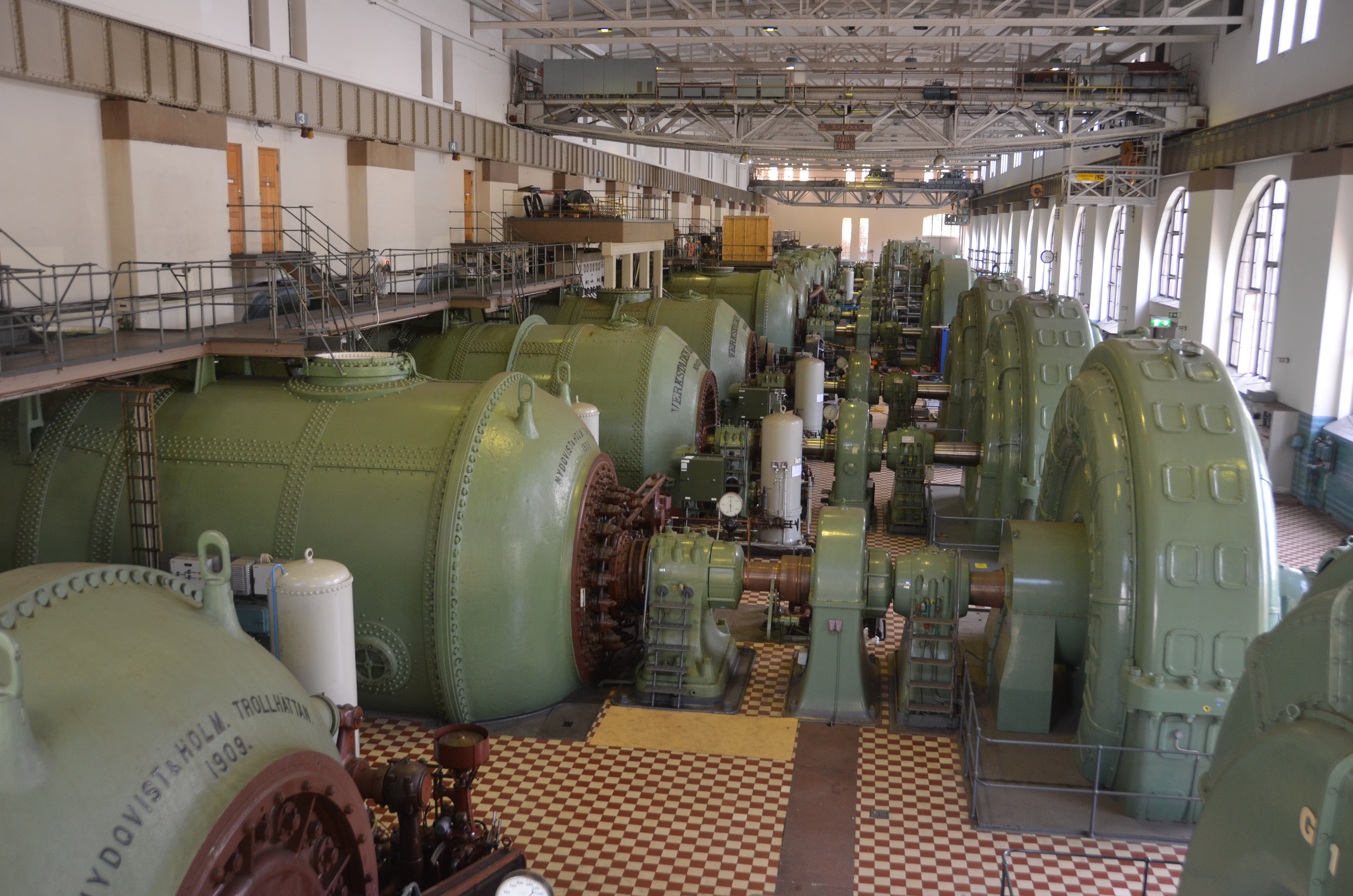
Maschinenhalle
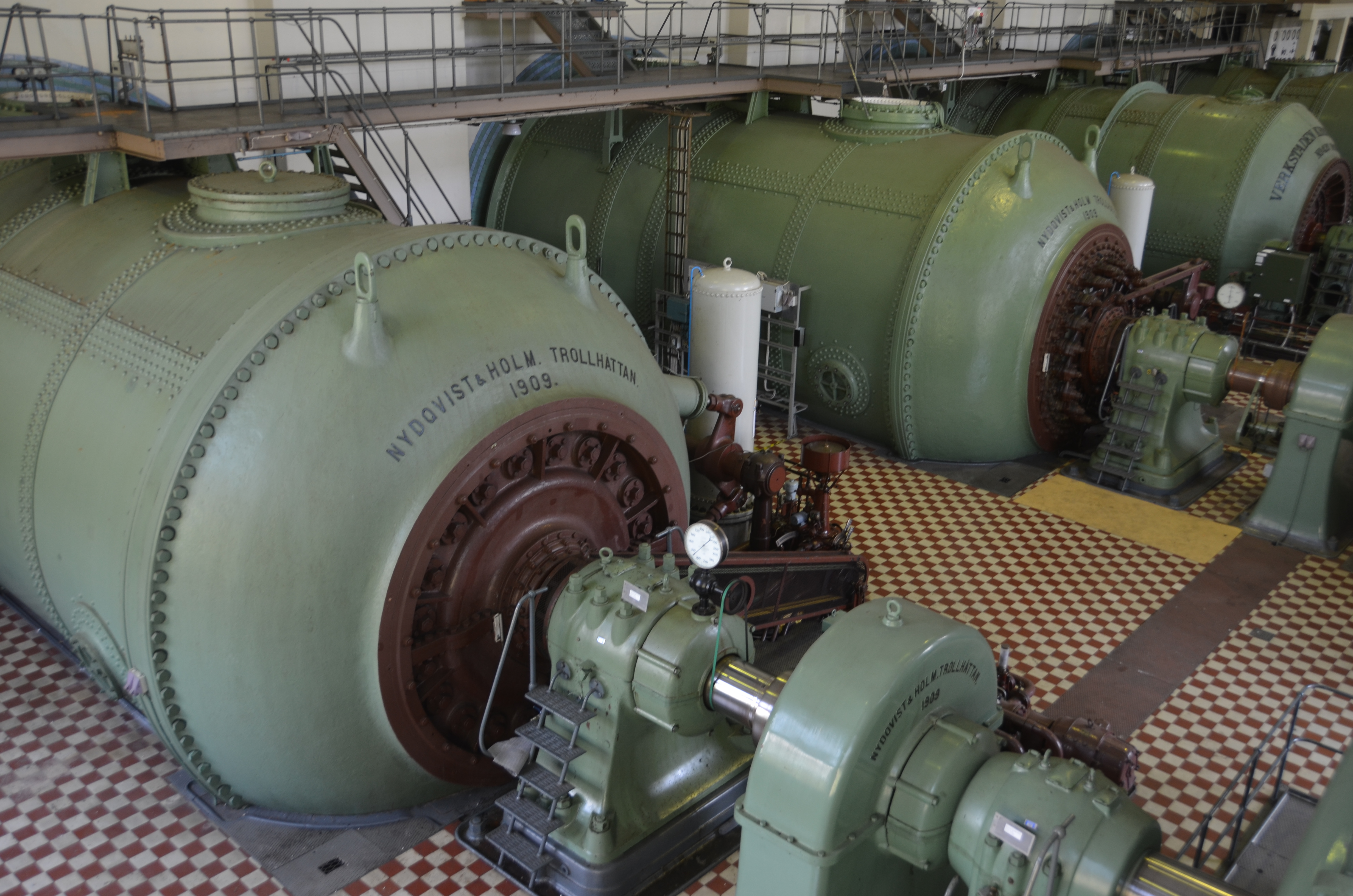
Turbinen von Nydqvist och Holm